# Bonin-szigeteki pápaszemesmadár
A Bonin-szigeteki pápaszemesmadár (Apalopteron familiare) a madarak osztályának verébalakúak (Passeriformes) rendjébe és a pápaszemesmadár-félék (Zosteropidae) családjába tartozó Apalopteron nem egyetlen faja.

## Rendszerezés
Korábban a korábban a mézevőfélék (Meliphagidae) családjába sorolták. Közeli rokon faja - a korábban szintén a mezevőfélék közé sorolt - aranyos pápaszemesmadár (Cleptornis marchei), mely az Északi-Mariana-szigetek kettő szigetén honos.

## Előfordulása
A faj kizárólag az Ogaszavara-szigetek (régebbi nevén Bonin-szigetek) közé tartozó Hahadzsima szigeten fordul elő. Korábban a szigetcsoport Csicsidzsima szigetén is előfordult, de onnan mára kihalt.
Kis elterjedési területe miatt a „Mérsékelten veszélyeztetett” kategóriába sorolja a Természetvédelmi Világszövetség.

## Alfajai
A Bonin-szigeteki pápaszemesmadárnak kettő alfaja ismert, közülük az egyik - az alapfaj - mára kihalt.
- Apalopteron familiare familiare - Korábban a szigetcsoport északi szigetein, Csicsidzsima és Mukodzsima szigetein fordult elő. Az előbbi szigeten 1930-ban látták utoljára, az utóbbin az 1970-es évek elején.
- Apalopteron familiare hahasima - A ma is élő alfaj Hahadzsima szigeten és kettő apró szomszédos szigetecskén fordul elő.

## Megjelenése
Testhossza 13,5 centiméter. Hátának színezete sárgás vagy olajzöldes színű. Szárnyai valamivel világosabbak, hasa világos sárga, oldalain finom szürke csíkozottsággal.
Jellegzetes bélyege a fekete arcmaszkja. Mint a pápaszemesmadarak általában, erre a fajra is jellemző a fehér szemgyűrű.
Vékony. hegyes csőre és erős lábai is fekete színűek.

## Életmódja
A faj a szigetek eredeti vegetációtípusába tartozó nyílt szubtrópusi erdőkben fordul elő elsődlegesen, de az elhanyagoltabb vidéki kertekben és ültetvényeken is megél.
Az eredeti vegetációtípusok erőteljes megritkulása miatt egyre jobban kénytelen alkalmazkodni az emberi kultúrkörnyezethez.
Főleg ízeltlábúakkal táplálkozik, melyeket a növényzetről gyűjt be, de táplálkozásában fontos szerephez jutnak a gyümölcsök is. Igen kedveli a szigeteken meghonosodott papaja termését.
Fészkét magasan a fákra építi. Fészkelő időszaka márciustól júniusig tart. A tojó kettő tojást rak. A kotlásban és a fiókák felnevelésében mindkettő ivar aktívan részt vesz.

## Természetvédelmi helyzete

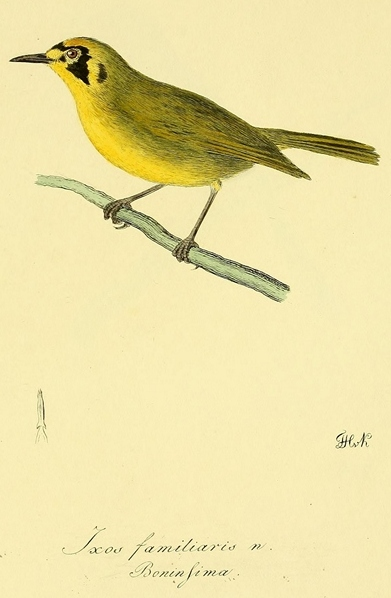
A kihalt északi alfaj A. f. familiare

A fajra az elsődleges fenyegetést élőhelyének eltűnése jelenti. A sziget eredeti vegetációjának nagyarányú irtása vezetett a faj több szigetről való kihalásához. A meghonosodott házi patkányok általi főleg a fészkekre irányuló predációs hatás egy további veszélyforrást jelent.
A szigetekre betelepített japán pápaszemesmadár általi táplálék konkurencia úgy tűnik, alig vagy egyáltalán nem befolyásolja a faj állományát.
Mára kettő alfajából egy kihalt, a másik is csak egy nagyobb és kettő apró szigeten fordul elő. A Természetvédelmi Világszövetség becslése alapján a faj összállománya 3500 és 15000 egyed közötti lehet.
A faj aktív védelemben részesül Japánban. A korábban endemikus fajokban oly gazdag Bonin-szigeteknek ez az utolsó életben levő tagja. A japán természetvédelmi hatóság elsősorban a faj védelme miatt állami természetvédelmi területté nyilvánította a Bonin-szigeteket. A madár egyike Japán természeti örökségének, így kiemelt védelemben részesül. A szigeten folyamatosan irtják a meghonosodott patkányokat és a madárra szintén rendkívül veszélyes elvadult házi macskákat is.

## Fordítás
- Ez a szócikk részben vagy egészben  a   Bonin-Brillenvogel című német Wikipédia-szócikk fordításán alapul.  Az eredeti cikk szerkesztőit annak laptörténete sorolja fel. Ez a jelzés csupán a megfogalmazás eredetét és a szerzői jogokat jelzi, nem szolgál a cikkben szereplő információk forrásmegjelöléseként.